# Montanhas Valcân
As montanhas Vâlcan são uma cadeia de montanhas no sul dos Cárpatos, na Romênia. Eles fazem parte do grupo Montanhas Retezat-Godeanu. Eles funcionam por aproximadamente 54   km (34   mi) e o pico mais alto é 1946   m (6384   pés) de altura. As montanhas percorrem toda a extensão do Vale do Jiu e servem como barreira para a entrada no lado sul do vale.